# Protographium dioxippus
Protographium dioxippus är en fjärilsart som först beskrevs av William Chapman Hewitson 1856.  Protographium dioxippus ingår i släktet Protographium och familjen riddarfjärilar. Inga underarter finns listade i Catalogue of Life.

## Bildgalleri

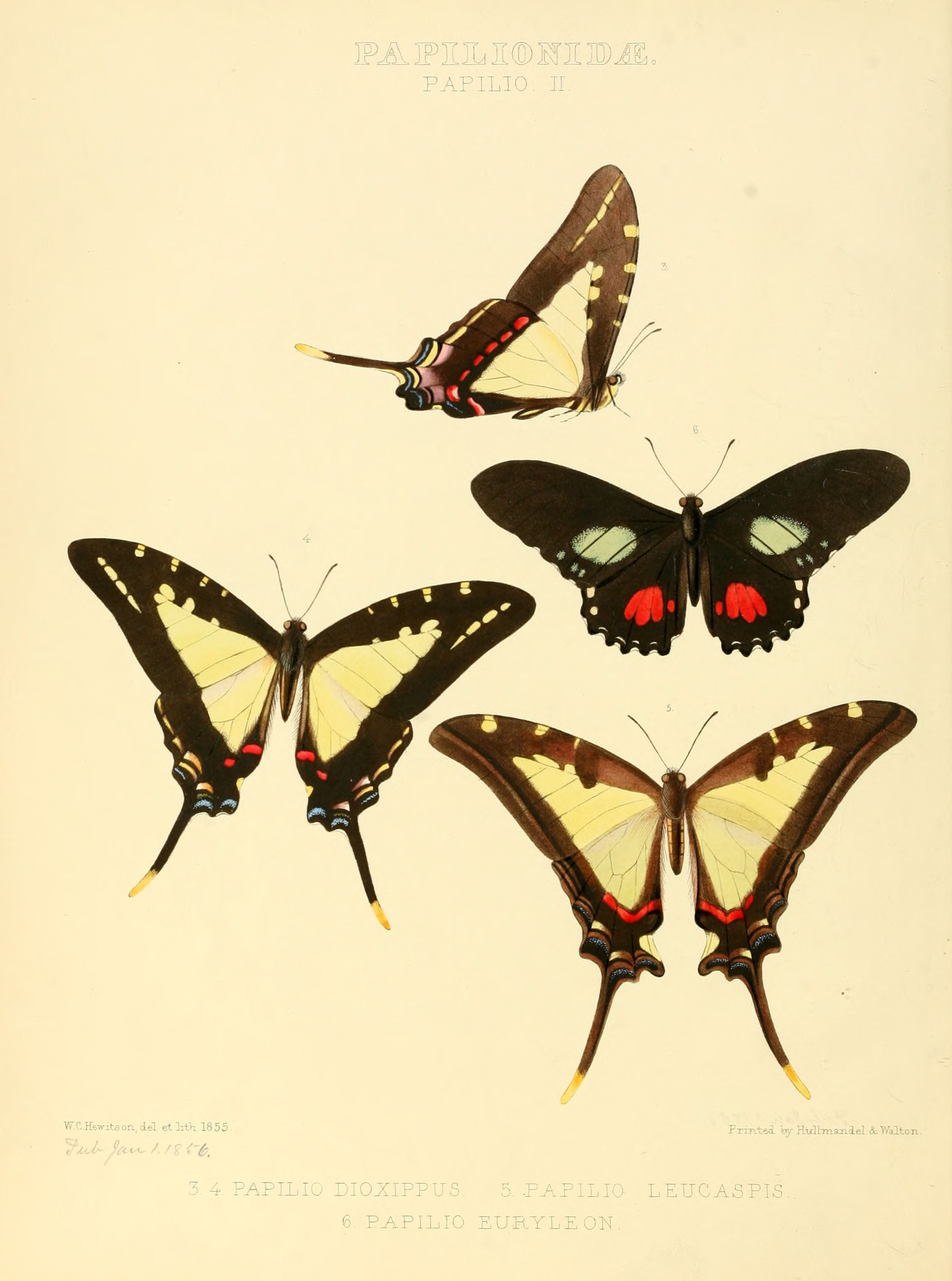